# 白い夏と緑の自転車 赤い髪と黒いギター
「白い夏と緑の自転車 赤い髪と黒いギター」（しろいなつとみどりのじてんしゃ あかいかみとくろいギター）は、日本のロックバンド、the pillowsの19枚目のシングルである。2002年8月1日発売。発売元はキングレコード。

## 概要
アルバム『Thank you, my twilight』からの先行シングル。また、カプリング曲「そんな風にすごしたい」もカプリングコレクション『Another morning, Another pillows』から先行収録。どちらもすぐにアルバム収録されたので、価格が800円と通常より安価になっている。
「白い夏と緑の自転車 赤い髪と黒いギター (display version)」はイントロがカットされていて短めになっている。『Thank you, my twilight』収録の「白い夏と緑の自転車 赤い髪と黒いギター (original egoistic version)」にて、イントロが収録されている。イントロは、最初はメンバー二人（真鍋、佐藤）に反対されていて山中が頼みこんで収録したもの。
PVは「display version」で制作されていて、初めての合成のPVとなっていて合成でジャケットの金魚が映っている。PVで真鍋が着ているボーダーのポロシャツはのちに、山中が譲り受けている。ちなみに「そんな風にすごしたい」はthe pillowsのトリビュートアルバム『SYNCHRONIZED ROCKERS』で「この世の果てまで」をカバーしたYO-KINGの第二候補の曲だった。

## 収録曲
全作詞曲 : Sawao Yamanaka
1. 白い夏と緑の自転車 赤い髪と黒いギター (display version)   (4:05)
2. そんな風にすごしたい   (4:53)

## 収録アルバム

### 白い夏と緑の自転車 赤い髪と黒いギター
- 10th『Thank you, my twilight』(original egoistic version)
- ベスト『LOSTMAN GO TO YESTERDAY』(display version)

### そんな風にすごしたい
- B-Side集『Another morning, Another pillows』
- ベスト『LOSTMAN GO TO YESTERDAY』